# Antonio Enríquez de Porres
Antonio Enríquez de Porres (? Vélez-Málaga- Zaragoza, 20 de febrero de 1648) fue un eclesiástico y hombre de estado español, obispo de Málaga y virrey de Aragón.

## Biografía
Estudiante de la universidad de Salamanca, confesor de Felipe III, calificador del Santo Oficio y consejero de estado desde 1626, predicador real de Felipe IV en 1630 y vicario general de la orden de San Francisco. En 1632 fue elegido obispo de Zamora, aunque no tomó posesión del cargo, y dos años después se le confirió la diócesis de Málaga, en cuya dignidad sirvió como embajador en Roma ante Urbano VIII en 1635; el episodio más sobresaliente de su obispado fue la epidemia de peste de 1637, donde entre abril y septiembre hubo más de 17.000 muertos en la ciudad.
Desempeñó el virreinato de Aragón en dos ocasiones: la primera durante un breve periodo en 1641 tras la destitución y prisión de Francisco María Carrafa en los inicios de la sublevación de Cataluña; la segunda desde 1645 hasta 1648. Su gobierno en Aragón estuvo marcado por el conflicto entre la corte de Madrid y los alzados catalanes, que contaban con el apoyo de Francia. 
Muerto en 1648 en el desempeño de sus funciones como obispo y virrey, su cuerpo depositado en el convento de San Francisco de Zaragoza, y posteriormente trasladado a la catedral de Málaga.
| Predecesor: Gabriel Trejo Paniagua                                         | Obispo de Málaga Abril de 1634 - febrero de 1648 †                               | Sucesor: Alonso de la Cueva Benavides               |
| Predecesor: Francisco María CarrafaBernardino Fernández de Velasco y Tovar | Virrey de Aragón Junio - noviembre de 1641Septiembre de 1645 - febrero de 1648 † | Sucesor: Enrique Enríquez PimentelFrancisco de Melo |